# Monroy (ort)
Monroy är en ort i Spanien.   Den ligger i provinsen Provincia de Cáceres och regionen Extremadura, i den centrala delen av landet, 230 km väster om huvudstaden Madrid. Monroy ligger 342 meter över havet och antalet invånare är 986.
Terrängen runt Monroy är lite kuperad. Runt Monroy är det glesbefolkat, med 14 invånare per kvadratkilometer. Närmaste större samhälle är Casar de Cáceres, 19,9 km väster om Monroy. Omgivningarna runt Monroy är huvudsakligen savann.